# Johann Robeck
Johann Robeck (* 1672 in Kalmar, Schweden; † 1735 nahe Bremen) war ein schwedischer Jesuit und Autor.

## Leben
Johann Robeck wurde in Kalmar, Schweden, geboren und wuchs im evangelischen Glauben auf. Er studierte in Uppsala, bevor er nach Hildesheim in Deutschland ging, wo er 1704 zum Katholizismus konvertierte. Er schloss sich den Jesuiten an und lebte in Rinteln, Westfalen.
1735 ertränkte sich Robeck nahe Bremen in der Weser.

## Nachleben
Posthum wurde sein Traktat De morte voluntaria exercitatio sive examen calumniarum nugarum et fallaciarum veröffentlicht. Diese „apologetische Theorie des Selbstmords“ wurde im 18. Jahrhundert zu einem der berühmtesten Bücher über den Selbstmord und beeinflusst unter anderem Jean-Jacques Rousseau. Robecks Argumentation basiert auf der Vorstellung, dass das Leben ein Geschenk Gottes sei, der daher auf seine Rechte an diesem Geschenk verzichtete. Jeder könne ein Geschenk zerstören; daher ist Selbstmord legitim.
Heute noch bekannt ist Robeck vor allem durch eine Erwähnung als „deutscher Professor“, „der seinem Leben freiwillig ein Ende machte“ in Voltaires philosophischem Kurzroman Candide oder der Optimismus (Kapitel 12).